# Andriy Shevchenko
Andriy Mykolayovych Shevchenko (em ucraniano: Андрій Миколайович Шевченко; Dvirkivshchyna, 29 de setembro de 1976) é um treinador e ex-futebolista ucraniano que atuava como centroavante. Atualmente está sem clube.
Considerado o maior jogador da história da Ucrânia, teve seu nome russificado na União Soviética (assim como vários cidadãos não-russos) para Andrey Nikolayevich Shevchenko (Андрей Николаевич Шевченко, em russo).

## Biografia
Andriy Shevchenko nasceu em Dvirkivshchyna, uma aldeia no Oblast de Kiev, filho de Lyubov Mykolayivna e Mykola Hryhorovych Shevchenko, um soldado do Exército Vermelho. O jovem Shevchenko sempre destacou-se nos esportes, possuindo uma habilidade inata para praticar diversas modalidades. Antes de brilhar no futebol, já tinha praticado suas outras grandes paixões: o golfe e o hóquei no gelo.
Logo aos nove anos de idade, um olheiro do Dínamo de Kiev observou suas enormes qualidades e fez-lhe um teste para ingressar nas categorias de base do melhor clube da Ucrânia, que superou sem problemas. Shevchenko tinha como ídolo o maior craque da equipe e da Ucrânia nos tempos de União Soviética, Oleg Blokhin, "O príncipe da bola".
Nesse mesmo ano, iria sofrer uma tragédia que marcaria o resto da sua vida: a tragédia de Chernobil em 26 de abril de 1986. Um reator da central nuclear de Chernobil veio a ter problemas técnicos e liberou uma imensa nuvem radioativa. O governo soviético admitiu a morte de 15 mil pessoas, mas, pelas contas de organizações não governamentais foram pelo menos 80 mil vítimas. Isso obrigou Sheva a sair de casa muito arrasado, pois, perdeu vários amigos em meio a tragédia; crianças nasceram sem forma física de um ser humano e muitos nem chegaram a nascer. Mesmo transtornado, isso se tornou uma motivação de Sheva por dar mais valor ao seu dom com a bola, então continuou a jogar e a melhorar a cada dia que passou, jogando muito a ponto de ser conhecido a nível internacional: em um torneio amistoso Sub-14, denominado Copa Ian Rush, em homenagem a lenda do Liverpool, ele terminou como artilheiro, recebendo inclusive, um par de chuteiras do atleta. Ironicamente, Shevchenko viria a enfrentar o Liverpool em uma final europeia. Suas motivações e seu caráter eram muito fortes, pois sobreviveu a uma das maiores tragédias da história.

## Carreira como jogador

### Dínamo de Kiev
Aos 18 anos, e já sendo uma das grandes promessas da Ucrânia, Shevchenko teve sua primeira chance na equipe principal do Dínamo em 1994, sob orientação de Yozhef Sabo, não desperdiçando-a.
O técnico posterior, o mítico Valeriy Lobanovskiy, transmitiu-lhe toda a sua confiança, colocando-o desde o início como titular indiscutível, polindo dia a dia o seu diamante, e construindo à sua volta uma equipe que maravilharia na Liga dos Campeões da UEFA de 1998–99. O Dínamo eliminou o defensor do título, o poderoso Real Madrid, com Shevchenko marcando os três gols do placar agregado dos confrontos (1–1 em Madrid e 2–0 em Kiev), sendo o herói da classificação às semifinais. No jogo de ida, na Ucrânia, contra o adversário da vez, o Bayern de Munique, o atacante marcou dois gols, mas o Dínamo permitiu aos alemães empatarem em 3–3. Os bávaros acabariam avançando à final após vencerem por 1–0 em Munique.
Estava claro que Shevchenko, que acabara de conquistar seu quinto título em sua quinta temporada na Liga Ucraniana (e como artilheiro), era um dos atacantes mais disputados da Europa, e a sua contratação por um grande clube era uma questão de tempo. Manchester United, Real Madrid, Barcelona e Milan interessaram-se por ele, mas apenas os rossoneros ofereceram 26 milhões de euros para poder contar com seu passe — e contratariam para a temporada seguinte seu colega de Dínamo, o georgiano Kakhaber Kaladze.
Foi quem mais teve sucesso em meio àquela equipe do Dínamo; dela também, Oleg Luzhnyy e Serhiy Rebrov foram jogar, respectivamente, nos rivais ingleses Arsenal e Tottenham. Também como Shevchenko e Rebrov, Oleksandr Shovkovskyi e Andriy Husin estariam na Copa do Mundo FIFA de 2006.

### Milan

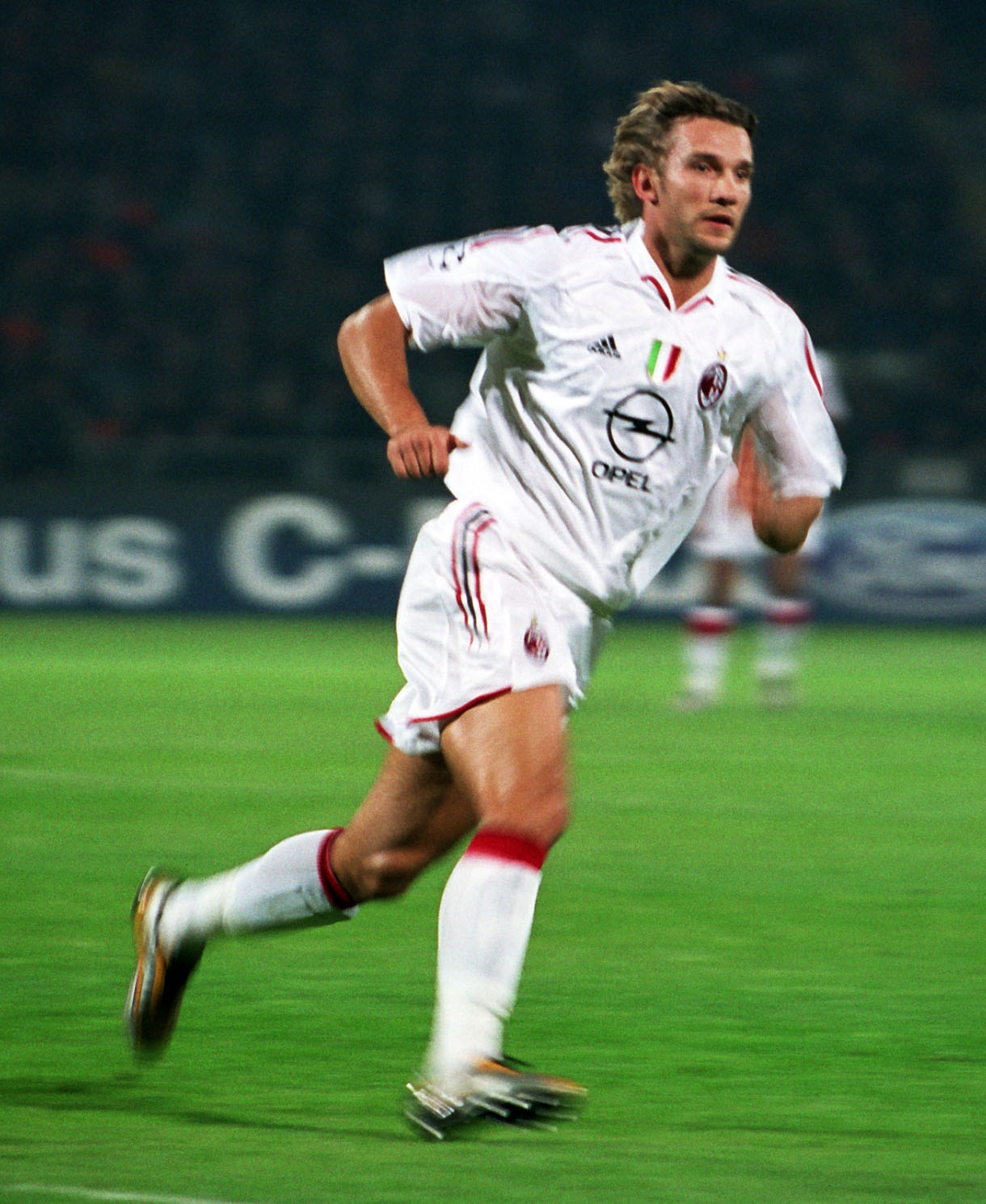
Shevchenko atuando pelo Milan em 2004

A primeira temporada de Shevchenko no San Siro confirmou-o como uma estrela a nível mundial, já que alcançou a artilharia da Serie A. A partir de então, todos os anos marcou inúmeros gols para os milanistas, com quem festejou o título da Liga dos Campeões da UEFA de 2002–03, marcando além disso o pênalti decisivo contra a Juventus, na final. Emocionado após a partida, Sheva dedicou sua conquista a Lobanovskiy, falecido no ano anterior, deixando sua medalha no túmulo. Lobanovskiy foi o treinador de Shevchenko no início de sua carreira, e uma das pessoas que mais o motivaram a jogar desde o acidente nuclear de Chernobyl.
No ano seguinte, recebeu a Bola de Ouro que o consagrou como o melhor jogador de futebol da Europa, superando craques como Deco e Ronaldinho. Muitos acharam que ele também ganharia o prêmio da FIFA pela maravilhosa temporada, onde o Milan conquistou o Scudetto. Ele tornou-se o terceiro ucraniano a receber o prêmio da France Football, depois de Oleg Blokhin e Igor Belanov, mas o primeiro a faturá-lo como jogador da Ucrânia independente.
A única decepção em Milanello foi a perda do título da Liga dos Campeões da UEFA de 2004–05 para o Liverpool, quando o time inglês igualou em 15 minutos do segundo tempo uma vantagem de 3–0 construída pelos italianos na primeira etapa. Abalados, os rossoneros perderam nos pênaltis; na ocasião, Shevchenko cobrou sua penalidade no meio do gol e o goleiro Jerzy Dudek defendeu facilmente.

### Chelsea
Em maio de 2006, assinou por quatro temporadas com o Chelsea. Além do desejo do clube, a contratação foi um pedido da sua esposa, a modelo norte-americana Kristen Pazik, que queria a mudança para um país de língua inglesa, a fim de melhor educar o filho.

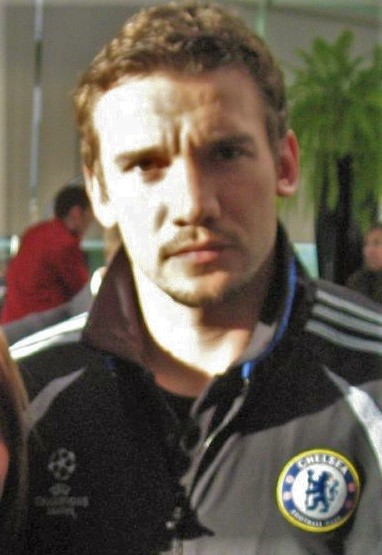
Shevchenko no Chelsea em 2007

No entanto, o jogador, que supostamente iria provocar um salto de qualidade no Chelsea, não conseguiu se adaptar de imediato. O ritmo pegado da Premier League e a competição com Didier Drogba foram adversários difíceis para o ucraniano, que marcou somente 13 gols na primeira temporada, sendo o último o mais importante: um gol na vitória por 2–1 contra o Valencia, no Estádio de Mestalla, válido pela Liga dos Campeões da UEFA. Os Blues, porém, seriam eliminados do torneio pelo algoz Liverpool. Shevchenko não conseguia se livrar da perseguição da imprensa britânica, além de ter sofrido com várias lesões e problemas com o treinador José Mourinho.
O atacante iniciou a temporada de 2007–08 contundido, e voltou a jogar apenas após a lesão de Drogba. Sheva voltou a ser titular do Chelsea na metade da temporada, ajudando o clube a fazer uma ótima campanha na Premier League. O título chegou a ficar perto após uma vitória sobre o concorrente direto Manchester United, no Stamford Bridge, já na antepenúltima rodada, o que fez ambas as equipes empatarem na liderança. Shevchenko foi decisivo no jogo: embora não tenha marcado, realizou uma "defesa" nos acréscimos da partida e salvou o que seria um tento certo do United.
Entretanto, os Diabos Vermelhos ao final venceriam não apenas a Premier League, como a Liga dos Campeões da UEFA sobre o próprio Chelsea. Shevchenko não atuou na grande final, tendo sido preterido em favor de Nicolas Anelka na disputa por pênaltis. A decisão do treinador Avram Grant acabou sendo bastante criticada, pois o francês perderia o pênalti decisivo. Isso intrigou Shevchenko a ponto de não ter mais vontade nenhuma de ficar nos Blues, chegando até a declarar sobre as especulações de uma volta ao seu antigo clube: "Há muita conversa sobre o meu retorno, mas eu não estou autorizado a dizer nada mais do que isso: que os meus laços com o Milan sempre foram grandes".
Após sua saída do Chelsea, o jogador falou sobre o sentimento que tem pelo clube italiano: "O Milan deu-me muito, eles me ajudaram a crescer como jogador e eles me ajudaram a ganhar o Futebolista Europeu do Ano e a Liga dos Campeões da UEFA. Tenho ótimas lembranças. Relacionamento com meus colegas de equipe são muito importantes e muitos deles permaneceram. Tenho saudades dos meus amigos na Itália, dos verdadeiros amigos, e a comida, sinto muita falta disso."

### Volta a Milão
Após duas temporadas pouco marcantes no Chelsea, Shevchenko regressou ao Milan em agosto de 2008. Como seu tradicional número 7 já era usado pelo brasileiro Alexandre Pato, Sheva adotou um referente ao ano de seu nascimento, como também fizera Ronaldinho Gaúcho, passando a jogar com a camisa 76 (embora Pato tenha chegado a oferecer a 7 de volta ao ucraniano). Shevchenko não obteve nenhuma dificuldade para se adaptar novamente ao Milan, sendo ovacionado pela torcida e jogadores, especialmente por Ronaldinho. Quando Sheva havia deixado o clube em 2006, Ronaldo ficou encarregado de sua posição de centroavante, mas a lesão do brasileiro cedeu espaço para o ucraniano.

### Fim do empréstimo e saída do Chelsea
Já aos 33 anos de idade, com um belo currículo e uma recente boa temporada no Milan, Sheva sentiu que era hora de dar adeus aos Blues. Posteriormente, o jogador declararia que a passagem pela Inglaterra foi um pesadelo em sua carreira.

### Retorno ao Dínamo de Kiev

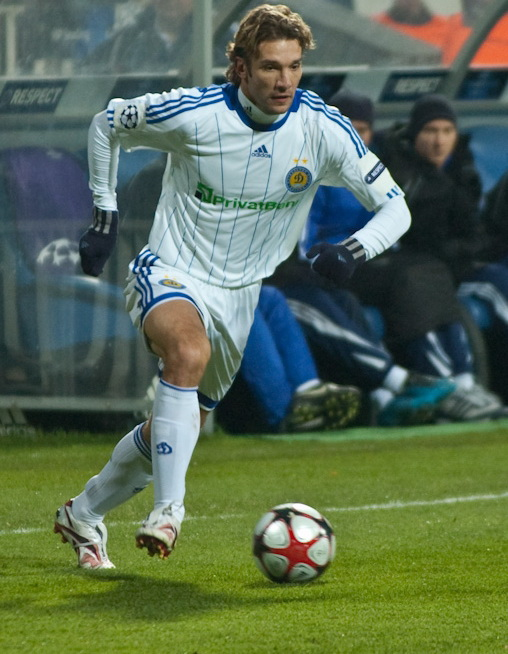
Shevchenko em 2009, durante sua segunda passagem pelo Dínamo de Kiev

No dia 29 de agosto de 2009, insatisfeito com a falta de oportunidades no Chelsea, Shevchenko foi liberado para retornar ao seu clube de origem, o Dínamo de Kiev. Apenas dois dias após retornar ao clube ucraniano, fez sua reestreia contribuiu com vitória por 3–1, com Sheva marcando o terceiro gol, de pênalti. Suas frequentes lesões diminuíram na Primeira Liga, e o atacante foi essencial em torneios como a Liga Europa da UEFA e na conquista da Supercopa da Ucrânia no ano seguinte, que marcaria sua última partida pelo clube.
Em excelente forma física, a conquista garantiu vaga na Seleção Ucraniana para a disputa da Euro 2012, sediada em seu país, a última que Sheva disputaria como jogador profissional.

### Aposentadoria
Shevchenko rescindiu seu contrato com o Dínamo de Kiev em julho de 2012, aos 35 anos, anunciando sua aposentaria para se dedicar à carreira política.

## Seleção Nacional
Após eliminações nos caminhos a duas Eurocopas e duas Copas do Mundo FIFA (chegou perto da de 2002, mas a Alemanha venceu a repescagem), sua grande alegria com a Seleção Ucraniana finalmente chegou em 2005, no qual Shevchenko e a Ucrânia conseguiram a primeira classificação do país para um torneio oficial, a Copa do Mundo FIFA de 2006.

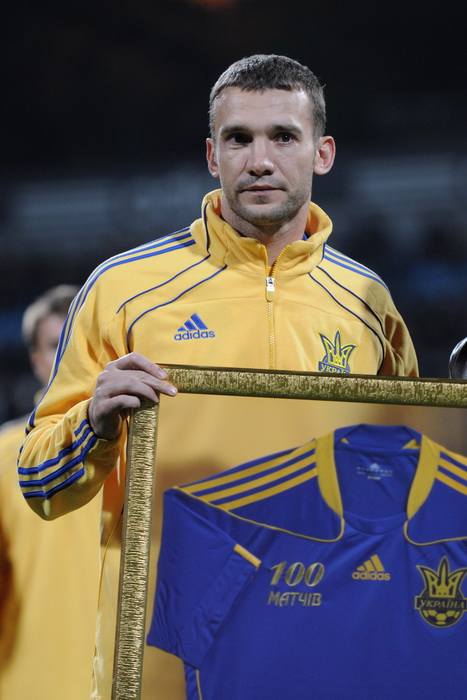
Shevchenko recebendo uma camisa comemorativa antes da sua centésima partida pela Ucrânia

Esperado como uma das estrelas do mundial da Alemanha, cumpriu seu sonho de participar do campeonato mais importante do futebol, embora tenha tido um desempenho individual aquém do esperado. Marcou apenas duas vezes, contra as fracas Arábia Saudita e Tunísia. Além disso, errou uma penalidade na decisão das oitavas de final contra a Suíça. Para sua sorte, o goleiro Oleksandr Shovkovskyi defendeu as três cobranças dos suíços, garantindo a classificação. Shevchenko estava a 24 jogos sem atuar na época, sendo um pouco difícil destacar-se sem sequer ter algum ritmo.[carece de fontes?]
Assim, os ucranianos chegaram até às quartas de final, quando foram eliminados pela Itália, futura campeã e composta por vários colegas e conhecidos de Sheva. Foi o melhor desempenho de uma ex-República Soviética em torneios após o desmembramento da União Soviética.
A Ucrânia esteve perto de disputar sua segunda Copa seguida em 2010: em um grupo difícil com Inglaterra e Croácia, conseguiu o segundo lugar, atrás dos ingleses e eliminando os croatas, de maior expressão no torneio — e que haviam se classificado consecutivamente para os três últimos. Os ucranianos precisavam então eliminar a decadente Grécia na repescagem. Após conseguirem um empate sem gols em Atenas, acabaram perdendo por 1–0 em Kiev.
Logo após suas atuações foram se restabelecendo cada vez mais marcou gols. No entanto, Sheva não estava atuando, e um problema na coxa direita poderia deixá-lo afastado pelo menos até maio de 2012. No dia 8 de maio, mesmo lesionado, foi anunciada sua presença na pré-lista dos convocados para a Euro 2012 e sua convocação foi confirmada no dia 29 de maio.
No dia 11 de junho, contra a Suécia, em Kiev, Shevchenko fez história ao marcar os dois gols da virada na estreia e primeira participação da Ucrânia numa Eurocopa. No entanto, após a eliminação ucraniana da Euro, o atacante anunciou a aposentadoria da Seleção depois de tê-la defendido por 18 anos. Segundo ele, era hora de dar lugar aos mais novos.

## Carreira como treinador

### Seleção Ucraniana

Shevchenko como técnico da Ucrânia em 2017

Inicialmente trabalhou como auxiliar da Seleção Ucraniana, entre fevereiro e julho de 2016. Com o fracasso de Mykhaylo Fomenko na Euro 2016, Shevchenko foi anunciado como treinador da Seleção no dia 15 de julho. Ele assinou um contrato de dois anos, com a possibilidade de renovação por mais dois. O ex-lateral Mauro Tassotti, ídolo do Milan, foi nomeado como seu auxiliar técnico.
Shevchenko teve seu bom trabalho coroado no dia 14 de outubro de 2019, após a vitória por 2–1 sobre Portugal, então atual campeã da Eurocopa. Com o triunfo sobre os portugueses, a Ucrânia confirmou sua classificação para a Euro 2020. No entanto, a competição seria adiada por conta da pandemia de COVID-19.
Em junho de 2021, durante a Euro 2020, Shevchenko levou a Seleção Ucraniana até às quartas de final da competição pela primeira vez em sua história. Os ucranianos terminaram em 3º lugar no grupo C, passaram pela Suécia nas oitavas de final e acabaram sendo eliminados pela Inglaterra nas quartas. Apesar da boa participação no torneio, Shevchenko deixou a Seleção Ucraniana no dia 1 de agosto. Nos cinco anos à frente da Ucrânia, o ex-atacante comandou o país em 51 jogos, com 25 vitórias, 13 empates e 13 derrotas.

### Genoa
Foi anunciado pelo Genoa no dia 7 de novembro. O clube italiano, na 17ª posição na tabela da Serie A, firmou um contrato até 2024 com o treinador ucraniano.
Pouco mais de dois meses depois, com seis derrotas e três empates em nove jogos, Shevchenko foi demitido no dia 15 de janeiro de 2022.

## Estatísticas

### Clubes
| Equipe            | Temporada         | Campeonato nacional | Campeonato nacional | Copa nacional | Copa nacional | Competições continentais | Competições continentais | Outros torneios[a] | Outros torneios[a] | Total | Total |
| Equipe            | Temporada         | Jogos               | Gols                | Jogos         | Gols          | Jogos                    | Gols                     | Jogos              | Gols               | Jogos | Gols  |
| ----------------- | ----------------- | ------------------- | ------------------- | ------------- | ------------- | ------------------------ | ------------------------ | ------------------ | ------------------ | ----- | ----- |
| Dínamo-2 Kiev     | 1992–93           | 6                   | 0                   | —             | —             | —                        | —                        | —                  | —                  | 6     | 0     |
| Dínamo-2 Kiev     | 1993–94           | 31                  | 12                  | 1             | 0             | —                        | —                        | —                  | —                  | 32    | 12    |
| Dínamo-2 Kiev     | 1994–95           | 13                  | 4                   | 4             | 5             | —                        | —                        | —                  | —                  | 17    | 9     |
| Dínamo-2 Kiev     | 1996–97           | 1                   | 0                   | —             | —             | —                        | —                        | —                  | —                  | 1     | 0     |
| Dínamo-2 Kiev     | Total             | 51                  | 16                  | 5             | 5             | —                        | —                        | —                  | —                  | 56    | 21    |
| Dínamo de Kiev    | 1994–95           | 17                  | 1                   | 4             | 1             | 2                        | 1                        | —                  | —                  | 23    | 3     |
| Dínamo de Kiev    | 1995–96           | 31                  | 16                  | 5             | 1             | 2                        | 2                        | —                  | —                  | 38    | 19    |
| Dínamo de Kiev    | 1996–97           | 20                  | 6                   | —             | —             | —                        | —                        | —                  | —                  | 20    | 6     |
| Dínamo de Kiev    | 1997–98           | 23                  | 19                  | 8             | 8             | 10                       | 6                        | —                  | —                  | 41    | 33    |
| Dínamo de Kiev    | 1998–99           | 26                  | 18                  | 4             | 5             | 14                       | 10                       | —                  | —                  | 44    | 33    |
| Dínamo de Kiev    | Total             | 117                 | 60                  | 21            | 15            | 28                       | 19                       | —                  | —                  | 166   | 94    |
| Milan             | 1999–00           | 32                  | 24                  | 4             | 4             | 6                        | 1                        | 1                  | 0                  | 43    | 29    |
| Milan             | 2000–01           | 34                  | 24                  | 3             | 1             | 14                       | 9                        | —                  | —                  | 51    | 34    |
| Milan             | 2001–02           | 29                  | 14                  | 3             | 0             | 6                        | 3                        | —                  | —                  | 38    | 17    |
| Milan             | 2002–03           | 24                  | 5                   | 4             | 1             | 11                       | 4                        | —                  | —                  | 39    | 10    |
| Milan             | 2003–04           | 32                  | 24                  | 1             | 0             | 11                       | 5                        | 1                  | 0                  | 45    | 29    |
| Milan             | 2004–05           | 29                  | 17                  | —             | —             | 10                       | 6                        | 1                  | 3                  | 40    | 26    |
| Milan             | 2005–06           | 28                  | 19                  | —             | —             | 12                       | 9                        | —                  | —                  | 40    | 28    |
| Milan             | Total             | 208                 | 127                 | 15            | 6             | 70                       | 37                       | 3                  | 3                  | 298   | 173   |
| Chelsea           | 2006–07           | 30                  | 4                   | 10            | 6             | 10                       | 3                        | 1                  | 1                  | 51    | 14    |
| Chelsea           | 2007–08           | 17                  | 5                   | 3             | 2             | 5                        | 1                        | —                  | —                  | 25    | 8     |
| Chelsea           | Total             | 47                  | 9                   | 13            | 8             | 15                       | 4                        | 1                  | 1                  | 76    | 22    |
| Milan             | 2008–09           | 18                  | 0                   | 1             | 1             | 7                        | 1                        | —                  | —                  | 26    | 2     |
| Milan             | Total             | 18                  | 0                   | 1             | 1             | 7                        | 1                        | —                  | —                  | 26    | 2     |
| Dínamo de Kiev    | 2009–10           | 21                  | 7                   | 2             | 0             | 6                        | 1                        | —                  | —                  | 29    | 8     |
| Dínamo de Kiev    | 2010–11           | 18                  | 10                  | 2             | 1             | 12                       | 5                        | —                  | —                  | 32    | 16    |
| Dínamo de Kiev    | 2011–12           | 16                  | 6                   | 1             | 0             | 5                        | 0                        | —                  | —                  | 22    | 6     |
| Dínamo de Kiev    | Total             | 55                  | 23                  | 5             | 1             | 23                       | 6                        | —                  | —                  | 83    | 30    |
| Total na carreira | Total na carreira | 496                 | 235                 | 60            | 36            | 143                      | 67                       | 4                  | 4                  | 705   | 342   |

- a. ^ Jogos da Supercopa da Itália, Supercopa da Inglaterra e Copa Intercontinental

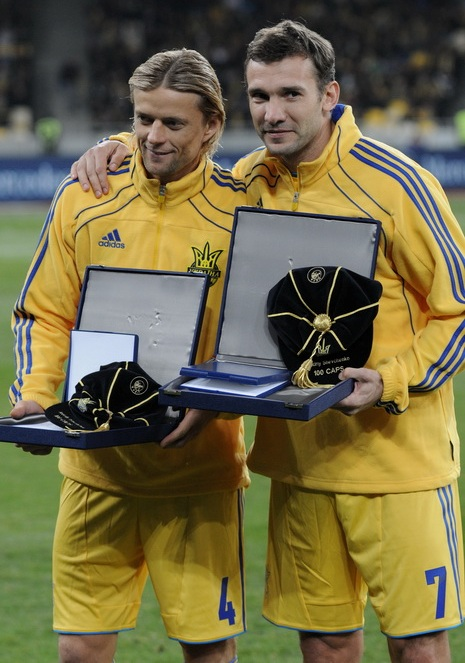
Anatoliy Tymoshchuk e Shevchenko sendo homenageados pela UEFA em 2011. Eles são o primeiro e o terceiro, respectivamente, com mais partidas pela Seleção Ucraniana.

### Seleção Ucraniana
| Ano   | Jogos | Gols |
| ----- | ----- | ---- |
| 1995  | 2     | 0    |
| 1996  | 2     | 1    |
| 1997  | 8     | 4    |
| 1998  | 5     | 1    |
| 1999  | 9     | 2    |
| 2000  | 5     | 5    |
| 2001  | 7     | 6    |
| 2002  | 2     | 0    |
| 2003  | 8     | 3    |
| 2004  | 6     | 4    |
| 2005  | 6     | 2    |
| 2006  | 9     | 5    |
| 2007  | 8     | 3    |
| 2008  | 6     | 3    |
| 2009  | 8     | 4    |
| 2010  | 6     | 2    |
| 2011  | 5     | 1    |
| 2012  | 6     | 2    |
| Total | 111   | 48   |

Gols pela Seleção Ucraniana
|     | Data                   | Local                    | Adversário       | Placar | Competição               |
| --- | ---------------------- | ------------------------ | ---------------- | ------ | ------------------------ |
| 1.  | 1 de maio de 1996      | Samsun, Turquia          | Turquia          | 2–3    | Amistoso                 |
| 2.  | 2 de abril de 1997     | Kiev, Ucrânia            | Irlanda do Norte | 2–1    | Elim. Copa do Mundo 1998 |
| 3.  | 7 de maio de 1997      | Kiev, Ucrânia            | Armênia          | 1–1    | Elim. Copa do Mundo 1998 |
| 4.  | 11 de outubro de 1997  | Erevã, Armênia           | Armênia          | 2–0    | Elim. Copa do Mundo 1998 |
| 5.  | 15 de novembro de 1997 | Kiev, Ucrânia            | Croácia          | 1–1    | Elim. Copa do Mundo 1998 |
| 6.  | 15 de julho de 1998    | Kiev, Ucrânia            | Polónia          | 1–2    | Amistoso                 |
| 7.  | 9 de outubro de 1999   | Moscou, Rússia           | Rússia           | 1–1    | Elim. Eurocopa 2000      |
| 8.  | 13 de novembro de 1999 | Liubliana, Eslovênia     | Eslovênia        | 1–2    | Elim. Eurocopa 2000      |
| 9.  | 26 de abril de 2000    | Sófia, Bulgária          | Bulgária         | 1–0    | Amistoso                 |
| 10. | 2 de setembro de 2000  | Kiev, Ucrânia            | Polónia          | 1–3    | Elim. Copa do Mundo 2002 |
| 11. | 7 de outubro de 2000   | Erevan, Armênia          | Armênia          | 3–2    | Elim. Copa do Mundo 2002 |
| 12. | 7 de outubro de 2000   | Erevan, Armênia          | Armênia          | 3–2    | Elim. Copa do Mundo 2002 |
| 13. | 11 de outubro de 2000  | Oslo, Noruega            | Noruega          | 1–0    | Elim. Copa do Mundo 2002 |
| 14. | 28 de março de 2001    | Cardiff, País de Gales   | País de Gales    | 1–1    | Elim. Copa do Mundo 2002 |
| 15. | 1 de setembro de 2001  | Minsk, Bielorrússia      | Bielorrússia     | 2–0    | Elim. Copa do Mundo 2002 |
| 16. | 1 de setembro de 2001  | Minsk, Bielorrússia      | Bielorrússia     | 2–0    | Elim. Copa do Mundo 2002 |
| 17. | 5 de setembro de 2001  | Leópolis, Ucrânia        | Armênia          | 3–0    | Elim. Copa do Mundo 2002 |
| 18. | 6 de outubro de 2001   | Chorzów, Polônia         | Polónia          | 1–1    | Elim. Copa do Mundo 2002 |
| 19. | 14 de novembro de 2001 | Dortmund, Alemanha       | Alemanha         | 1–4    | Elim. Copa do Mundo 2002 |
| 20. | 7 de junho de 2003     | Lviv, Ucrânia            | Armênia          | 4–3    | Elim. Eurocopa 2004      |
| 21. | 7 de junho de 2003     | Lviv, Ucrânia            | Armênia          | 4–3    | Elim. Eurocopa 2004      |
| 22. | 10 de setembro de 2003 | Elche, Espanha           | Espanha          | 1–2    | Elim. Eurocopa 2004      |
| 23. | 9 de outubro de 2003   | Kiev, Ucrânia            | Grécia           | 1–1    | Elim. Copa do Mundo 2006 |
| 24. | 13 de outubro de 2004  | Lviv, Ucrânia            | Geórgia          | 2–0    | Elim. Copa do Mundo 2006 |
| 25. | 17 de novembro de 2004 | Istambul, Turquia        | Turquia          | 3–0    | Elim. Copa do Mundo 2006 |
| 26. | 17 de novembro de 2004 | Istambul, Turquia        | Turquia          | 3–0    | Elim. Copa do Mundo 2006 |
| 27. | 4 de junho de 2005     | Kiev, Ucrânia            | Cazaquistão      | 2–0    | Elim. Copa do Mundo 2006 |
| 28. | 8 de outubro de 2005   | Dnipropetrovsk, Ucrânia  | Albânia          | 2–2    | Elim. Copa do Mundo 2006 |
| 29. | 8 de junho de 2006     | Luxemburgo, Luxemburgo   | Luxemburgo       | 3–0    | Amistoso                 |
| 30. | 19 de junho de 2006    | Hamburgo, Alemanha       | Arábia Saudita   | 4–0    | Copa do Mundo 2006       |
| 31. | 23 de junho de 2006    | Berlim, Alemanha         | Tunísia          | 1–0    | Copa do Mundo 2006       |
| 32. | 6 de setembro de 2006  | Kiev, Ucrânia            | Geórgia          | 3–2    | Elim. Eurocopa 2008      |
| 33. | 11 de outubro de 2006  | Kiev, Ucrânia            | Escócia          | 2–0    | Elim. Eurocopa 2008      |
| 34. | 12 de setembro de 2007 | Kiev, Ucrânia            | Itália           | 1–2    | Elim. Eurocopa 2008      |
| 35. | 13 de outubro de 2007  | Glasgow, Escócia         | Escócia          | 1–3    | Elim. Eurocopa 2008      |
| 36. | 21 de novembro de 2007 | Kiev, Ucrânia            | França           | 2–2    | Elim. Eurocopa 2008      |
| 37. | 26 de março de 2008    | Kiev, Ucrânia            | Sérvia           | 2–0    | Amistoso                 |
| 38. | 6 de setembro de 2008  | Lviv, Ucrânia            | Bielorrússia     | 1–0    | Elim. Copa do Mundo 2010 |
| 39. | 10 de setembro de 2008 | Almaty, Cazaquistão      | Cazaquistão      | 3–1    | Elim. Copa do Mundo 2010 |
| 40. | 1 de abril de 2009     | Londres, Inglaterra      | Inglaterra       | 1–2    | Amistoso                 |
| 41. | 6 de junho de 2009     | Zagreb, Croácia          | Croácia          | 2–2    | Elim. Copa do Mundo 2010 |
| 42. | 5 de setembro de 2009  | Kiev, Ucrânia            | Andorra          | 5–0    | Elim. Copa do Mundo 2010 |
| 43. | 14 de outubro de 2009  | Andorra-a-Velha, Andorra | Andorra          | 6–0    | Elim. Copa do Mundo 2010 |
| 44. | 25 de maio de 2010     | Carcóvia, Ucrânia        | Lituânia         | 4–0    | Amistoso                 |
| 45. | 25 de maio de 2010     | Carcóvia, Ucrânia        | Lituânia         | 4–0    | Amistoso                 |
| 46. | 7 de outubro de 2011   | Kiev, Ucrânia            | Bulgária         | 3–0    | Amistoso                 |
| 47. | 11 de junho de 2012    | Kiev, Ucrânia            | Suécia           | 2–1    | Eurocopa 2012            |
| 48. | 11 de junho de 2012    | Kiev, Ucrânia            | Suécia           | 2–1    | Eurocopa 2012            |

## Títulos como jogador
Dínamo de Kiev
- Primeira Liga Ucraniana: 1994–95, 1995–96, 1996–97, 1997–98 e 1998–99
- Copa da Ucrânia: 1995–96, 1997–98 e 1998–99
- Supercopa da Ucrânia: 2011

Milan
- Troféu Luigi Berlusconi: 2002, 2005 e 2008
- Liga dos Campeões da UEFA: 2002–03
- Copa da Itália: 2002–03
- Supercopa da UEFA: 2003
- Serie A: 2003–04
- Supercopa da Itália: 2004

Chelsea
- Copa da Liga Inglesa: 2006–07
- Copa da Inglaterra: 2006–07

### Prêmios individuais
- Futebolista Ucraniano do Ano: 1997, 1999, 2000, 2001, 2004 e 2005
- Melhor Jogador da Liga dos Campeões da UEFA: 1998–99
- Oscar del Calcio: 2000
- Homem do jogo da Supercopa da UEFA: 2003
- Bola de Ouro: 2004[12]
- FIFPro World XI: 2005
- FIFA 100[37]

### Artilharias
- Copa da Ucrânia de 1994–95 (6 gols)
- Copa da CEI de 1997 (6 gols)
- Copa da Ucrânia de 1997–98 (8 gols)
- Campeonato Ucraniano de 1998–99 (18 gols)
- Liga dos Campeões da UEFA de 1998–99 (8 gols)
- Liga dos Campeões da UEFA de 2005–06 (9 gols)
- Serie A de 1999–00 (24 gols)
- Serie A de 2003–04 (24 gols)
- Eliminatórias da Copa do Mundo FIFA de 2002 - Europa (10 gols)